# 九段下駅
九段下駅（くだんしたえき）は、東京都千代田区にある、東京地下鉄（東京メトロ）・東京都交通局（都営地下鉄）の駅である。

## 概要
東京メトロの東西線・半蔵門線と、都営地下鉄の新宿線の合計3路線が乗り入れている。駅番号は東西線がT 07、半蔵門線がZ 06、新宿線がS 05である。
所在地は東京メトロが九段南一丁目、東京都交通局が九段北一丁目となっている。東京メトロ九段下駅は、「飯田橋駅務管区九段下地域」として近隣の駅を管理している。

## 歴史
- 1962年（昭和39年）10月19日：帝都高速度交通営団（営団地下鉄）東西線の当駅工区（東西線 九段下工区）の建設工事に着手[4]。
- 1964年（昭和39年）
  - 11月10日：東西線の当駅工区（東西線 九段下工区）の建設工事が竣工[4]。
  - 12月23日：東西線が高田馬場駅から延伸した際の終着駅として開業[5]。
- 1966年（昭和41年）3月16日：東西線が竹橋駅まで延伸され、途中駅となる[6]。
- 1975年（昭和50年）5月1日：都営10号線（現・都営新宿線）・営団11号線（現・半蔵門線）の当駅工区（10号線 九段下第一・九段下第二工区）の建設工事に着手[7]
- 1980年（昭和55年）
  - 2月29日：都営10号線・営団11号線の当駅工区（10号線 九段下第一・九段下第二工区）の工事竣工[7]。
  - 3月16日：都営新宿線の新宿 - 岩本町間開通に伴い開業[8][9]。東西線と新宿線の乗換駅となる[8][9]。
- 1989年（平成元年）1月26日：営団地下鉄半蔵門線半蔵門 - 三越前間開通に伴い同線の駅が開業[10]。現在の形となる[10]。
- 2004年（平成16年）4月1日　営団地下鉄の民営化に伴い、東西線・半蔵門線の駅が東京地下鉄（東京メトロ）に継承される[11]。
- 2007年（平成19年）3月18日：ICカード「PASMO」の利用が可能となる[12]。
- 2013年（平成25年）3月16日：4番線と5番線の間の壁が撤去され、半蔵門線と都営新宿線のコンコースも接続される（後述）[13]。
- 2015年（平成27年）5月21日：東西線ホームに発車メロディを導入[14]。
- 2016年（平成28年）3月6日：2番線で大開口ホームドアの実証試験を開始（翌年3月頃まで）[15]。
- 2016年（平成28年）4月4日：4番線ホームで、押上行きの列車が、無人のベビーカーをドアに挟んだまま発車する事故が発生[16]。
- 2018年（平成30年）9月13日：半蔵門線ホームに発車メロディを導入[17]。
- 2020年（令和2年）3月14日：3線共通改札口の供用を開始[18]。
- 2021年（令和3年）7月16日 - 9月30日：2020年東京オリンピック・パラリンピック開催に伴い、都営新宿線ホームにおいて副名称「日本武道館」および特別接近メロディ（『Make The Beat!』プロジェクトの「2020ビート」のアレンジ）を期間限定で使用[19]。

## 駅構造
東西線は相対式ホーム2面2線を有し、半蔵門線・新宿線は2面2線の相対式ホームが1面2線の島式ホームを挟む形の合計3面4線を有する地下駅である。東京メトロと都営地下鉄の のりば表示は連番になっている。半蔵門線・新宿線の駅構築は、地形が渋谷・新宿方面に向かって7 %の勾配上（九段坂・上り坂）にあり、渋谷・新宿寄り80 mは地下4層構造、それ以外は地下3層構造である（最大掘削幅42.5 m・最大掘削深さ 33.1 m）。
現在、2つの社局にまたがる3つの路線はすべて改札内区域を共用しており、中間改札なしで乗り換えが可能となっている。白金高輪駅 - 目黒駅間の東京メトロ南北線・都営地下鉄三田線共用区間を除けば、2014年現在、この両社局の接続駅で改札内乗り換えが可能な唯一の例である。
半蔵門線で相対式ホームの構造の駅は当駅のみである。ただし後述する改札の統合後、押上方面は新宿線の新宿方面と対面の島式ホームになり、厳密には相対式ホームと言えなくなった。東西線のホームは中柱がある。半蔵門線ホームは半蔵門側のみ中柱がなく、それ以外の部分には中柱がある。
2013年から2020年にかけて行われた、3路線の改札の統合については、次節「#改札の統合」を参照。
半蔵門線ホームの駅名標の周りには、皇居のお堀の水面をイメージした「波紋」のデザインパネルが配置されていたが、2015年に千鳥ヶ淵の四季をイメージしたデザインパネルに取り替えられた。各デザインパネルには九段下という地名から、9つの花冠、葉、波紋、雪の結晶が配置されており、表面は釉薬の手法が採用されている。また、1・2番出入口階段付近の壁面には、半蔵門線開業時に「九段下周辺の風景」の鏡面レリーフが設置されている。

### 新宿線・半蔵門線の建設
当初は東西線単独の駅であったが、後に都営新宿線と半蔵門線が当駅を通ることが決定したため、建設は東西線横断部約30 mの駅構築を支持しながら下部を掘削する大規模な工事となった。2路線の建設工事に合わせて、既設の東西線靖国通り側の出入口4か所は、6か所に作り替えられた。
当駅から神保町駅にかけては都営新宿線と半蔵門線が並行することから、建設工事は東京都交通局が帝都高速度交通営団（営団地下鉄）から受託して施工した。同時に東京都建設局から共同溝の建設も重なり、こちらも東京都交通局が受託施工した。1980年（昭和55年）2月末までに建設工事は竣工したが、半蔵門線は開業が大幅に遅れたため、同線の駅施設は約9年間未使用であった。
当駅部は地上の都道第302号道路（靖国通り）の幅が約44 mと広いことから都営新宿線と半蔵門線を同一階に施工できたが、隣の神保町駅付近は約33 mと狭くなることから上下2段構成となった。このため、当駅から神保町駅に向かっては、都営新宿線は上り35‰の勾配で地下1階に、半蔵門線は下り30‰の勾配で地下3階の神保町駅に至る（地下2階は三田線）。
共同溝は都道第302号（放射第15号道路・靖国通り）下に建設される「靖国共同溝」で、千代田区九段北1丁目 - 神田淡路町1丁目（都営新宿線九段下駅 - 小川町駅間で並行する）に至るもので、総延長は1750.0 m。共同溝は東京都水道局、東京電力、日本電信電話公社（現・NTTグループ）が使用する。ただし、建設区間では東西線、三田線、千代田線、丸ノ内線と4路線の地下鉄と直角に交差しており、地下鉄を避けるため左右に分かれたり、地下鉄構築を挟むように上下に施工するなどその構造は大変複雑となっている。
当駅部では都営新宿線・半蔵門線構築の上部に位置するが、東西線構築の上部と構築上には並行して電力と電話の洞道があることから、さらにその上で交差している。建設費用は地下鉄工事と負担割合を制定しており、1kmあたり約56億円となっている。

### 日本橋川下の凍結工法
建設の際には、近くを流れる日本橋川下を開削工法で施工する関係から、河底の地盤は人工的に凍結させ、日本橋川からの水の流入を防ぐ「凍結工法」が採用された。凍土とした地盤を掘削するものである。凍結による地盤の変状対策として、直下に位置する俎橋は鉄筋コンクリートアーチ橋から鋼床版桁橋へ架け替えられた。
凍結工法自体は、過去に同じ都営地下鉄（浅草線・三田線）をはじめとして、日本国内の地下鉄において当時9件の実績があったが、その中でも当工区の凍結工法は地下鉄工事では最大規模のものとなる。凍結範囲（最大）は南北方向に49.5 m（川の上流 - 下流方向）、東西方向に（地下鉄横断方向）46.0 m、凍土量は3万7,700 m3と膨大なものとなる。また、俎橋両岸の橋台外側に南北方向に44.5 m、東西方向に10.5 m、深さ23.5 mの立坑を構築し、ここを作業基地とした。
ただし、想定を超える凍結膨張（水が凍結すると体積が膨張する）が発生し、再用する予定であった俎橋の橋台が傾斜してしまう事象が発生した。

### 改札の統合
元々は、東西線・半蔵門線・都営新宿線は互いに別改札であった。そのうち半蔵門線と都営新宿線は、開業当時から当駅の半蔵門線押上方面（4番線）と都営新宿線新宿方面（5番線）のホームを厚さ約40 cmの壁で仕切った造りとなっていた（非常口で両ホームが結ばれていた）。これは建設当時、東京都交通局（都営地下鉄）と帝都高速度交通営団（営団地下鉄）では事業者・運賃体系とも大きく異なるためで、将来の「東京の地下鉄一元化」時に撤去されることとされていた。
この壁により、乗客は乗り換えの際に階段の上り下りや改札の通過を伴う遠回りをしなければならないという不便を強いられた。また、ホーム自体の幅も壁によって半分ずつに分けられてしまう上、階段部分では一方のホームの階段が他方のホームに張り出す格好となることから、最も狭い箇所では幅がおよそ1.5 mにまで狭められるという安全上の問題も存在した。
2011年12月、東京都交通局および東京メトロの両者が、ホームとコンコースの壁を撤去して対面乗り換えの利便性を向上させる工事を行うと発表した。工事開始は同年12月15日終電後で、全長210 mのホームのうち約90 m分の壁が撤去されることになった。2012年6月21日、東京地下鉄・都営地下鉄の一元化に向けた議論を主導していた当時の猪瀬直樹副知事（後の東京都知事）が当駅を視察し、この壁を養老孟司の著書になぞらえて「バカの壁」と表現した。
壁撤去後の2013年3月16日、半蔵門線と都営新宿線の改札が統合され、改札外乗り換えが解消、両路線合わせて3面4線配置となった。これに合わせて、券売機スペースに新たに他方の運営体の券売機設置、改札機でも互いの切符を処理できるようにするなどのサービス向上が行われ、乗り換え客以外にも利便性の向上が図られた。なお、神田神保町方面改札は東京メトロの管理である。
上記壁撤去後も東西線は、他路線と同一改札内で乗り換えられない状況が続いていたが、既存の改札口の移設・撤去工事を行い、2020年3月14日に半蔵門線・都営新宿線と東西線の改札が統合され、3線共通改札口の利用が開始された。この結果、改札口の数はかつての7か所から3か所にまで削減され、また全ての改札口からいずれの路線も利用可能となった。

### のりば
| 番線                                  | 路線       | 行先                                     |
| ------------------------------------- | ---------- | ---------------------------------------- |
| 東西線ホーム（地下2階）               |            |                                          |
| 1                                     | 東西線     | 西船橋・津田沼・東葉勝田台方面           |
| 2                                     | 東西線     | 中野・三鷹方面                           |
| 半蔵門線・都営新宿線ホーム（地下4階） |            |                                          |
| 3                                     | 半蔵門線   | 渋谷・長津田・中央林間方面               |
| 4                                     | 半蔵門線   | 押上〈スカイツリー前〉・久喜・南栗橋方面 |
| 5                                     | 都営新宿線 | 新宿・ 京王線方面                        |
| 6                                     | 都営新宿線 | 本八幡方面                               |

（出典：東京メトロ:構内図・都営地下鉄:駅構内図）
- 東西線には中野方に両渡り線および引き上げ線がある[41]。東西線の東陽町駅開通まで検査ピットとして使用していた初代飯田橋検車区跡を利用したスペースである。
  - 平日朝に1本、西船橋方面からの当駅終着列車が設定されているが、到着後は中野駅へ回送されるため引き上げ線には入線しない。ダイヤ乱れの際に当駅で運転を打ち切り、折り返しとなる場合に使用される。
  - 引き上げ線はB線（2番線）から外側に分岐する形となっており、ここから西船橋方面へ折り返す際はB線との平面交差が生じる。2015年度事業計画の中で、引き上げ線の改良により平面交差を解消する工事を行うことが公表され[42]、2025年度の完成を目指している[43]。

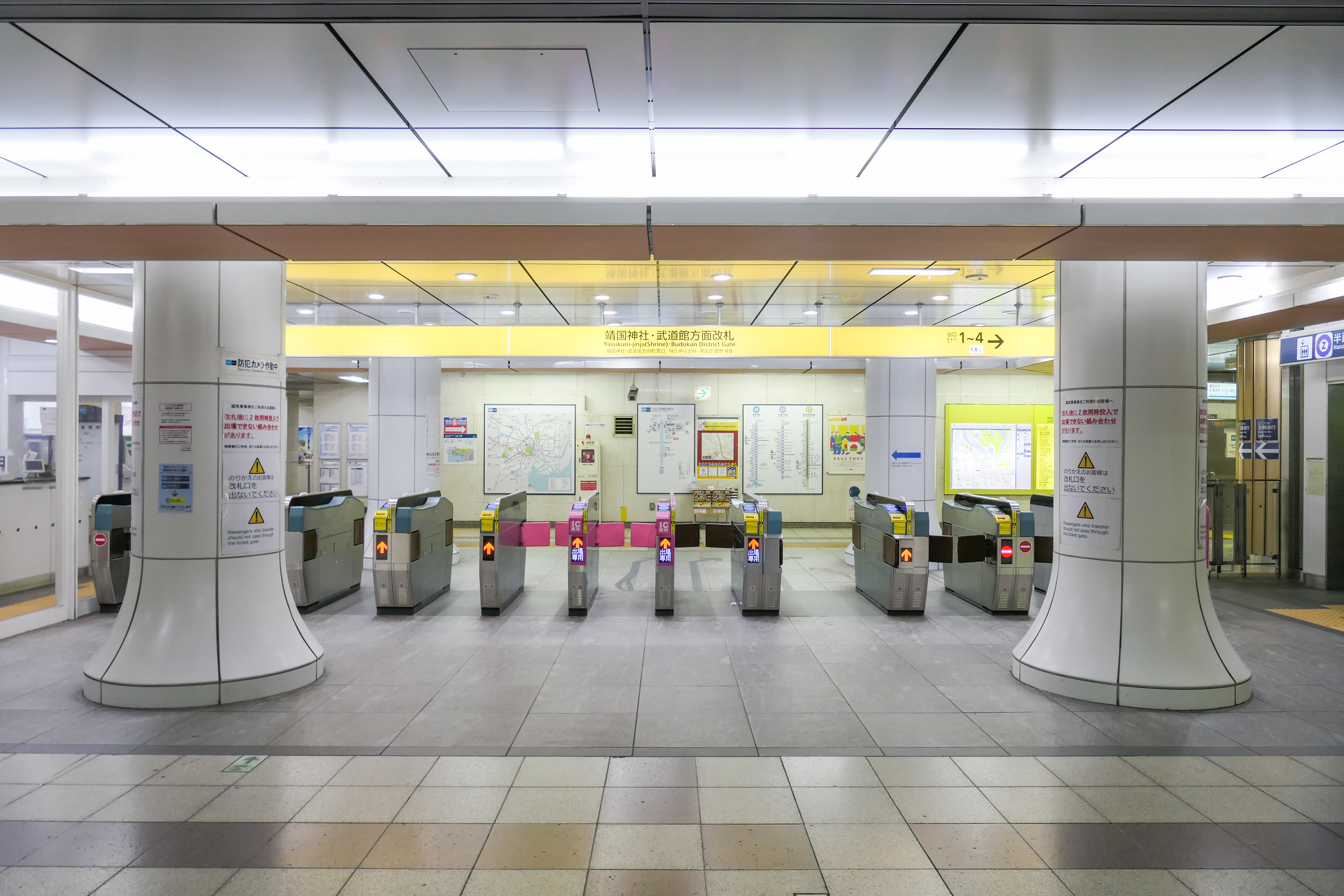
靖国神社・武道館方面改札（2022年12月）
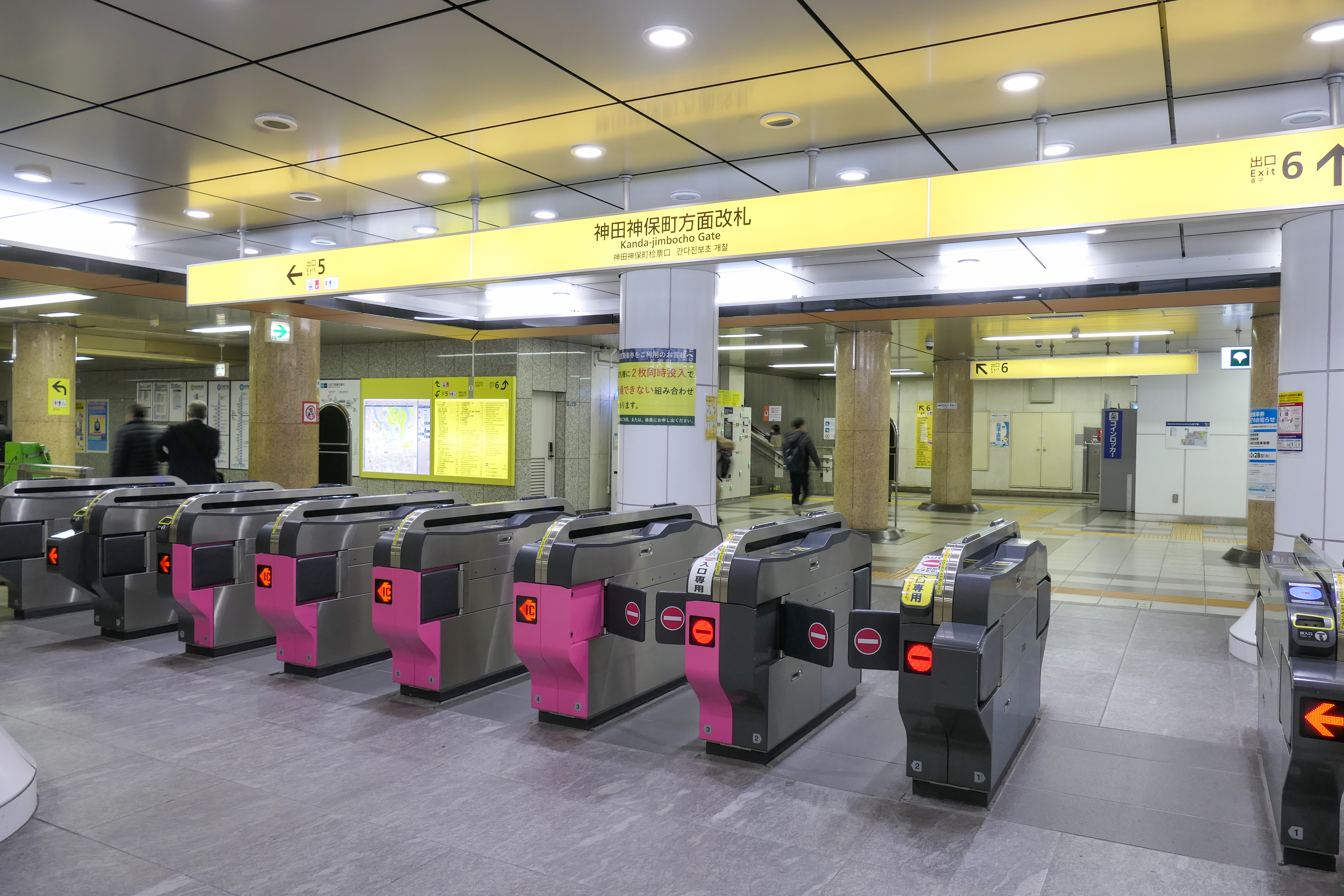
神田神保町方面改札（2022年12月）
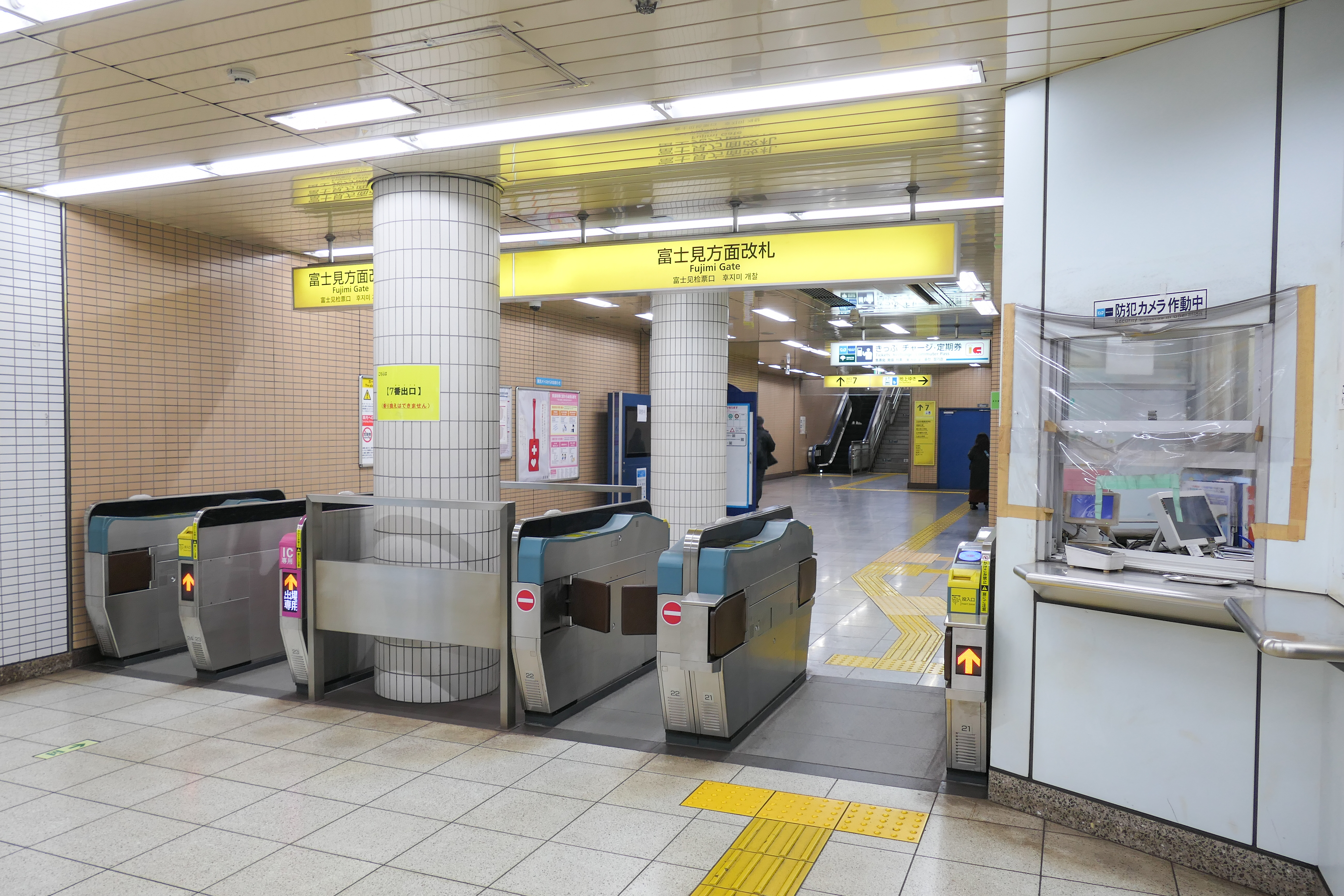
富士見方面改札（2022年12月）
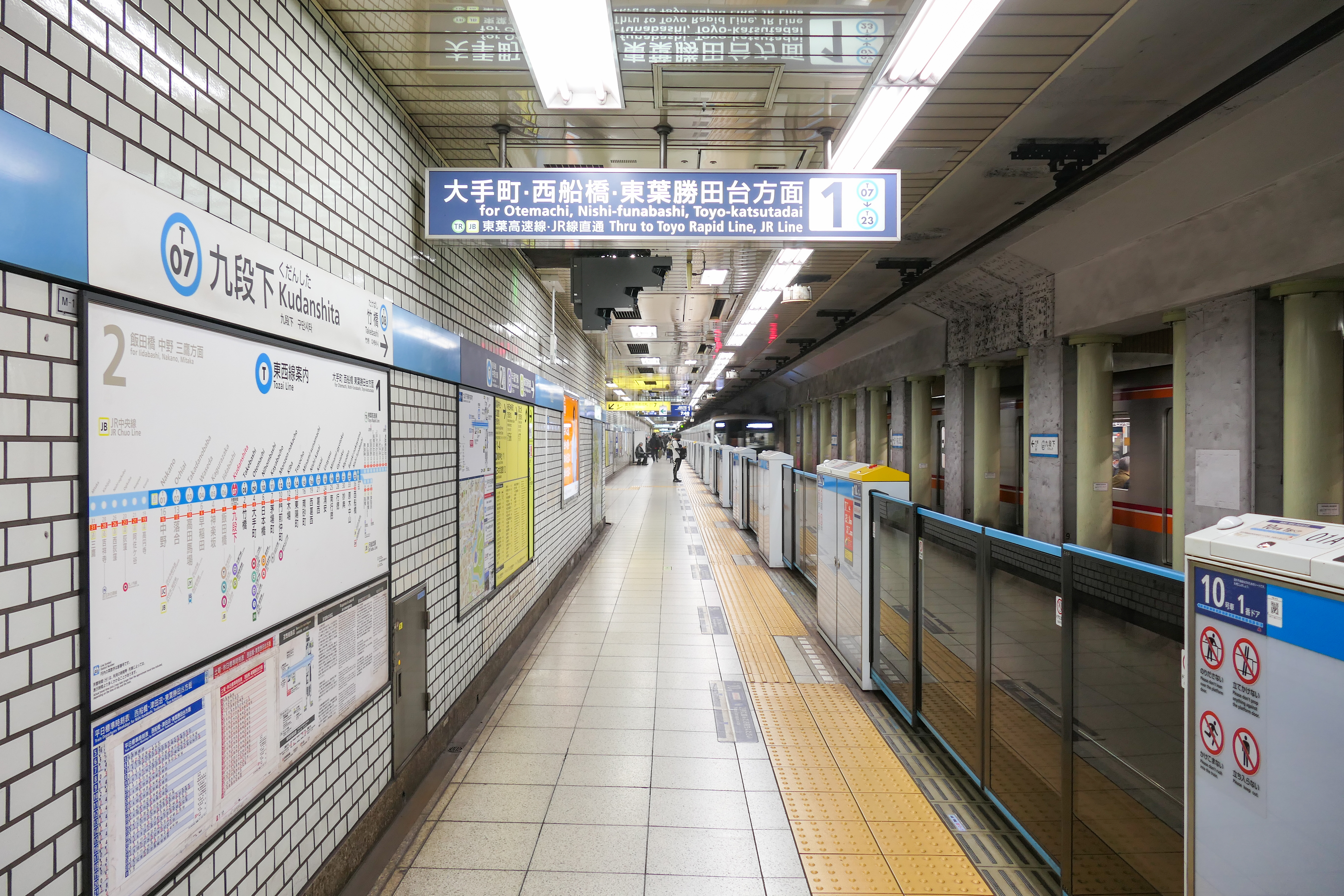
1番線ホーム（2022年12月）
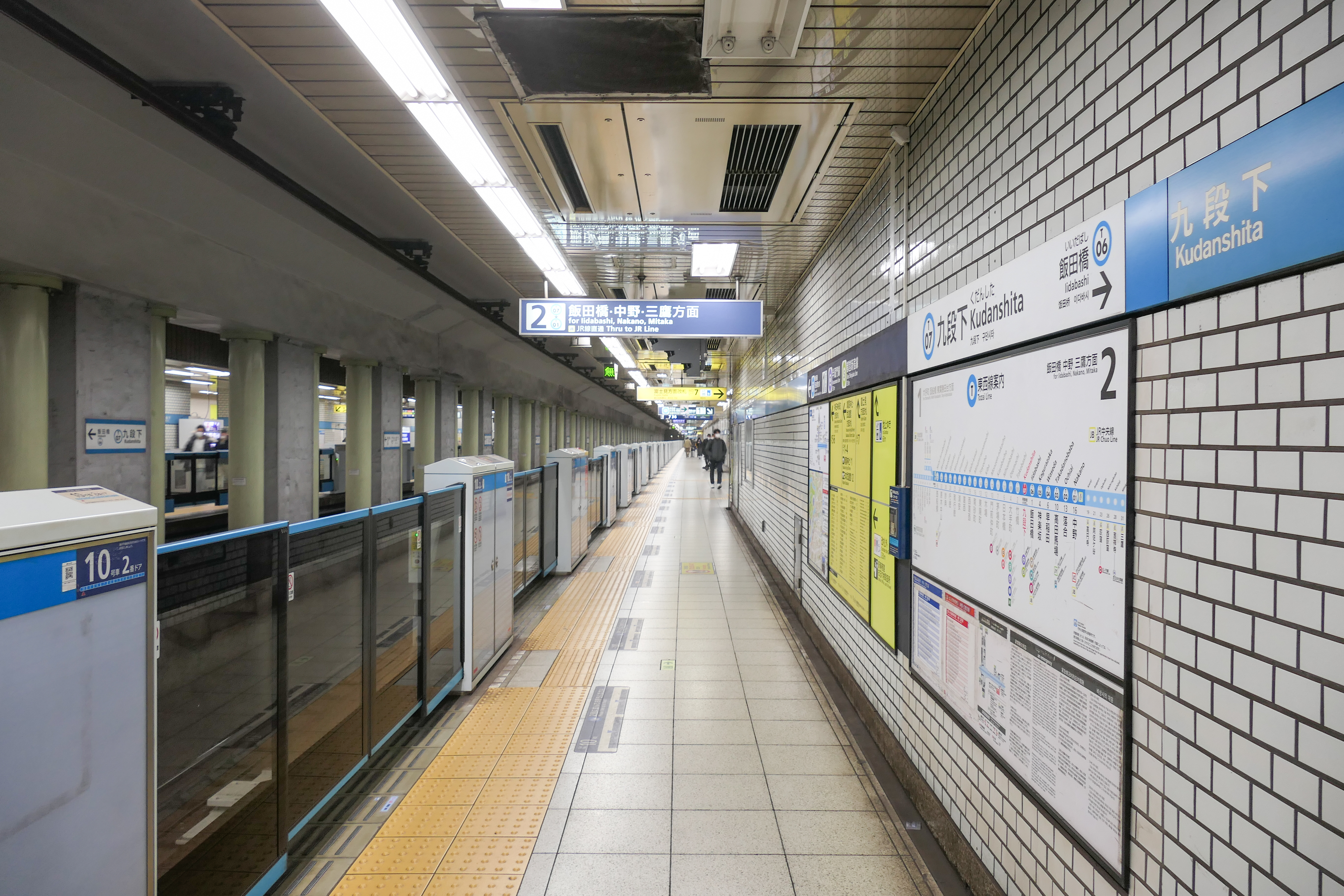
2番線ホーム（2022年12月）
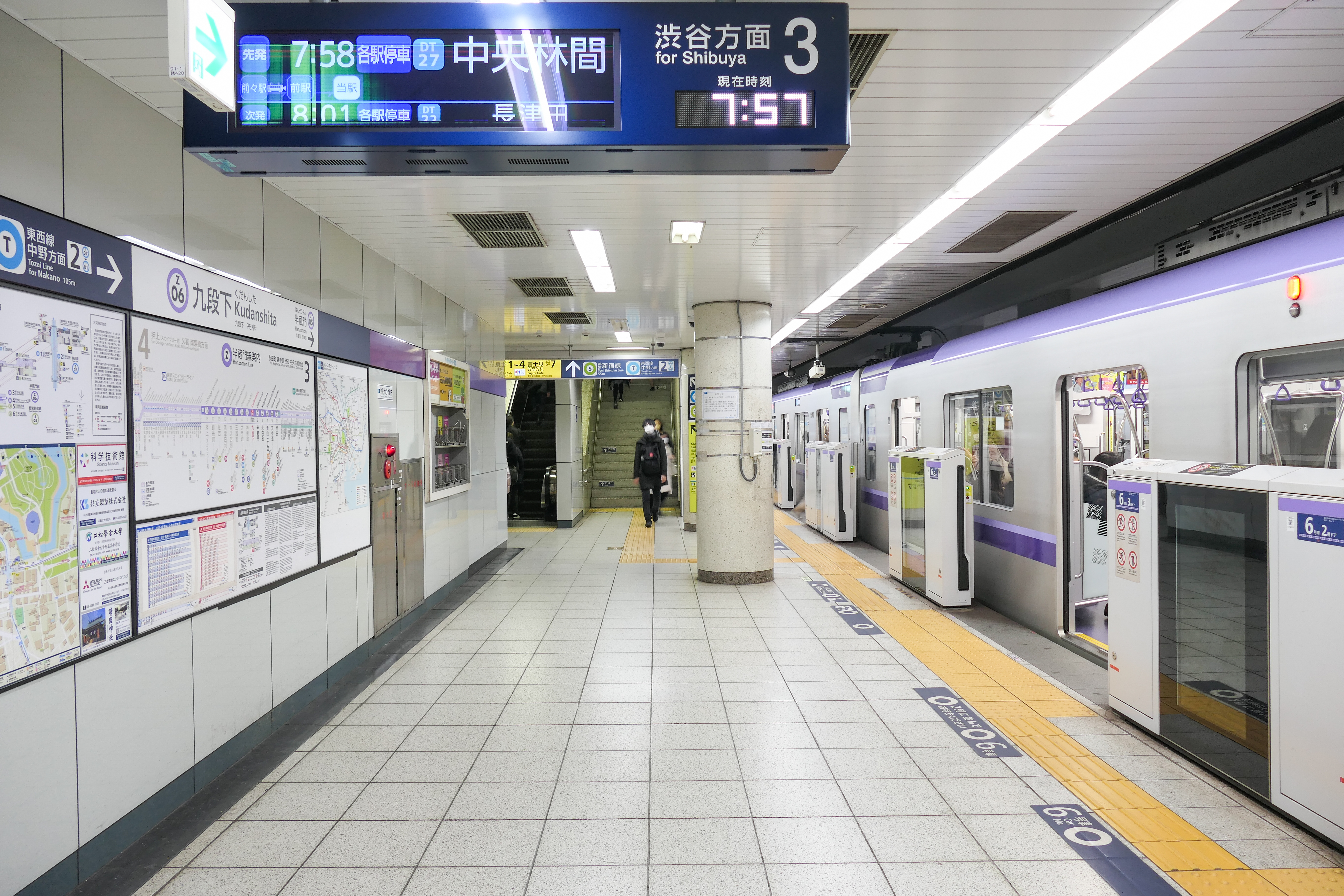
3番線ホーム（2022年12月）
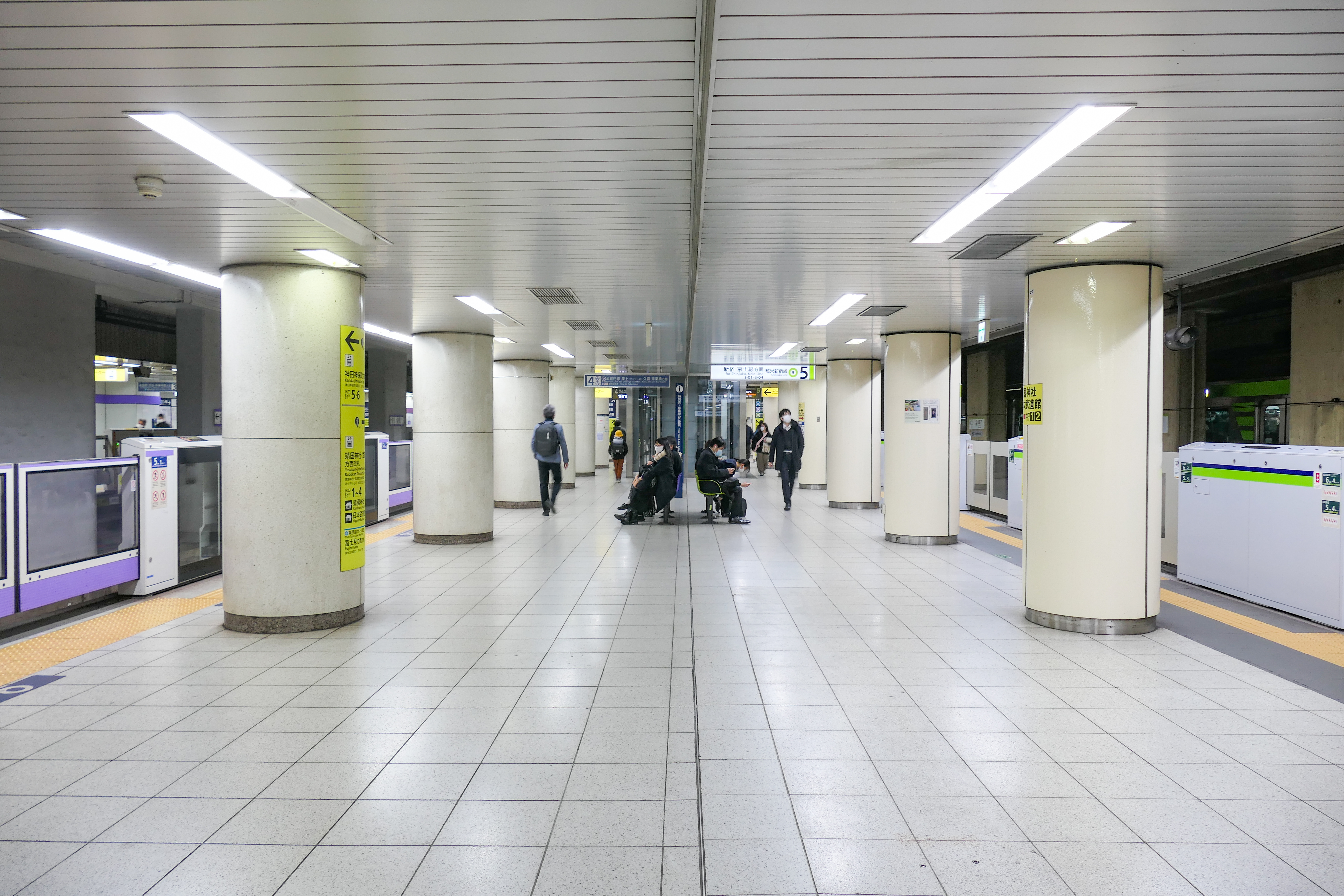
4・5番線ホーム（2022年12月）
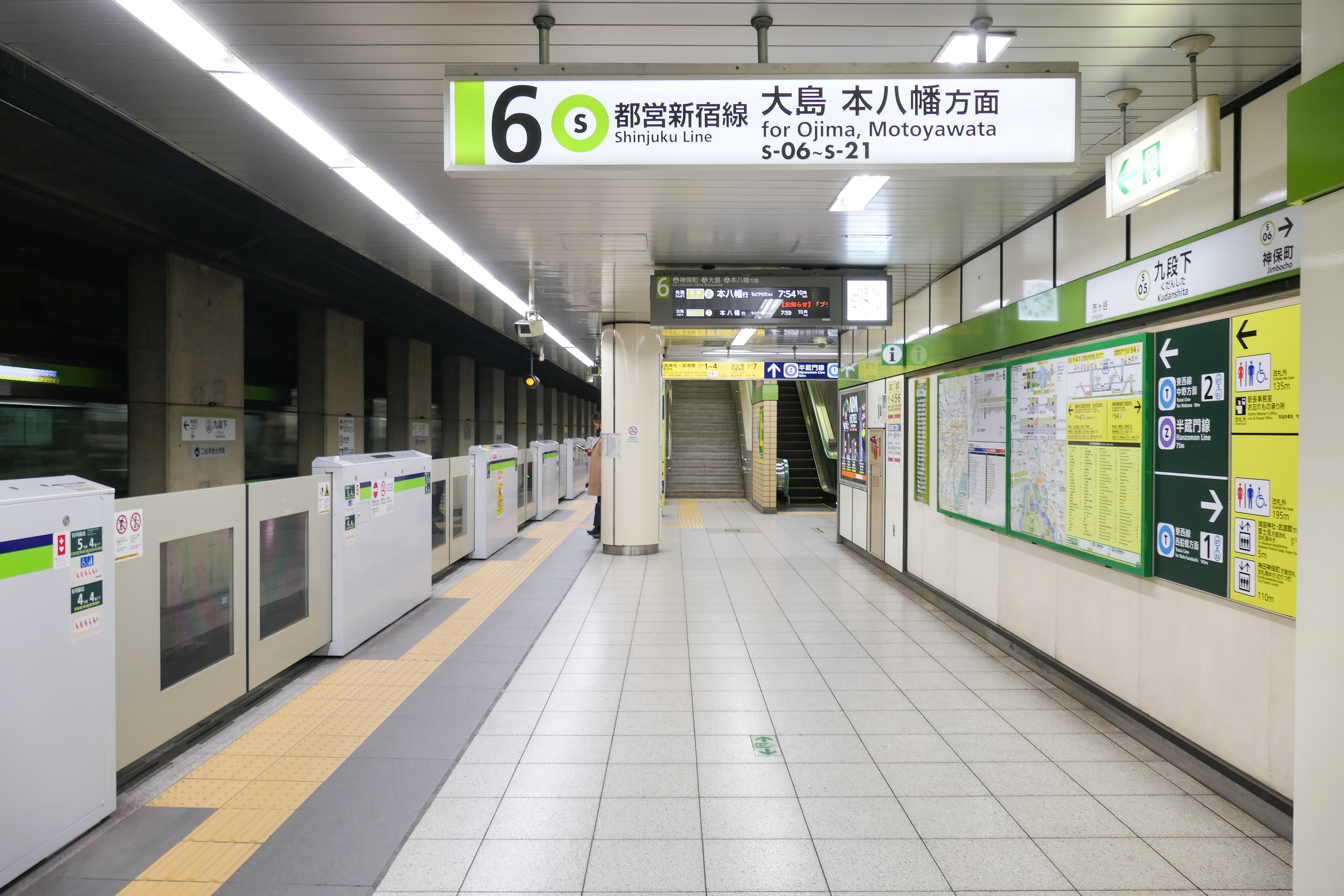
6番線ホーム（2022年12月）

### 発車メロディ
全ホームで発車メロディ（発車サイン音）を使用している。
東西線ホームでは、2015年（平成27年）5月21日から爆風スランプの「大きな玉ねぎの下で 〜はるかなる想い」をアレンジしたメロディを使用している。編曲は向谷実が手掛けた（東西線の発車メロディについては、東京メトロ東西線#発車メロディも参照）。
半蔵門線ホームでは、2018年（平成30年）9月13日からスイッチ制作のメロディを使用している。
都営新宿線ホームでは、ホームドアの稼働を開始した2019年（令和元年）6月8日から都営地下鉄共通のメロディを使用している。
| 番線 | 路線       | 曲名                                      | 作曲者（編曲者）       |
| ---- | ---------- | ----------------------------------------- | ---------------------- |
| 1    | 東西線     | 大きな玉ねぎの下で 〜はるかなる想い Ver.A | 嶋田陽一（向谷実）     |
| 2    | 東西線     | 大きな玉ねぎの下で 〜はるかなる想い Ver.B | 嶋田陽一（向谷実）     |
| 3    | 半蔵門線   | センスオブワンダー                        | 福嶋尚哉               |
| 4    | 半蔵門線   | 手を取って                                | 塩塚博                 |
| 5    | 都営新宿線 | メロディ                                  | ロベルト・シューマン   |
| 6    | 都営新宿線 | 素直な心                                  | ヨハン・ブルグミュラー |

## 利用状況
- 東京メトロ - 2024年度の1日平均乗降人員は162,102人である[メトロ 1]。
この値は東西線⇔半蔵門線間の乗換人員を含まない。
  - 東西線⇔半蔵門線間の乗換人員を含んだ、2018年度の路線別1日平均乗降人員は以下の通りである[* 1]。
    - 東西線 - 187,397人 - 同線内では大手町駅、西船橋駅、日本橋駅、茅場町駅、高田馬場駅に次ぐ第6位。
    - 半蔵門線 - 162,916人 - 同線内では渋谷駅、表参道駅、大手町駅、押上駅、永田町駅に次ぐ第6位。
- 都営地下鉄 - 2023年度の1日平均乗降人員は104,820人（乗車人員：52,410人、降車人員：52,410人）である[都交 1]。
都営新宿線全21駅の中では馬喰横山駅に次いで第4位。急行通過駅では最多。

### 年度別1日平均乗降人員
各年度の1日平均乗降人員数は下表の通り。
| 年度               | 営団 / 東京メトロ | 営団 / 東京メトロ | 都営地下鉄       | 都営地下鉄 |
| 年度               | 1日平均 乗降人員  | 増加率            | 1日平均 乗降人員 | 増加率     |
| ------------------ | ----------------- | ----------------- | ---------------- | ---------- |
| 1999年（平成11年） | 134,454           |                   |                  |            |
| 2000年（平成12年） | 133,384           | −0.8%             |                  |            |
| 2001年（平成13年） | 129,286           | −3.1%             |                  |            |
| 2002年（平成14年） | 123,269           | −4.7%             |                  |            |
| 2003年（平成15年） | 121,800           | −1.2%             | 73,163           | −5.3%      |
| 2004年（平成16年） | 124,029           | 1.8%              | 72,277           | −1.2%      |
| 2005年（平成17年） | 126,343           | 1.9%              | 73,514           | 1.7%       |
| 2006年（平成18年） | 135,634           | 7.4%              | 76,345           | 3.9%       |
| 2007年（平成19年） | 147,195           | 8.5%              | 83,105           | 8.9%       |
| 2008年（平成20年） | 149,817           | 1.8%              | 85,212           | 2.5%       |
| 2009年（平成21年） | 148,086           | −1.2%             | 83,863           | −1.6%      |
| 2010年（平成22年） | 143,931           | −2.8%             | 82,687           | −1.4%      |
| 2011年（平成23年） | 140,405           | −2.4%             | 81,549           | −1.4%      |
| 2012年（平成24年） | 146,202           | 4.1%              | 83,909           | 2.9%       |
| 2013年（平成25年） | 153,622           | 5.1%              | 92,658           | 10.4%      |
| 2014年（平成26年） | 159,730           | 4.2%              | 97,908           | 5.7%       |
| 2015年（平成27年） | 166,390           | 4.2%              | 102,649          | 4.8%       |
| 2016年（平成28年） | 170,878           | 2.7%              | 106,043          | 3.3%       |
| 2017年（平成29年） | 176,675           | 3.4%              | 111,410          | 5.1%       |
| 2018年（平成30年） | 181,417           | 2.7%              | 115,672          | 3.8%       |
| 2019年（令和元年） | 177,402           | −2.2%             | 115,034          | −0.6%      |
| 2020年（令和02年） | 108,891           | −38.6%            | 75,175           | −34.6%     |
| 2021年（令和03年） | 116,330           | 6.8%              | 80,312           | 6.8%       |
| 2022年（令和04年） | 141,275           | 21.4%             | 95,386           | 18.8%      |
| 2023年（令和05年） | 153,242           | 8.5%              | 104,820          | 9.9%       |
| 2024年（令和06年） | 162,102           | 5.8%              |                  |            |

### 年度別1日平均乗車人員（1964年 - 2000年）
各年度の1日平均乗車人員数は下表の通り。
| 年度               | 営団   | 営団     | 都営地下鉄 | 出典              |
| 年度               | 東西線 | 半蔵門線 | 都営地下鉄 | 出典              |
| ------------------ | ------ | -------- | ---------- | ----------------- |
| 1964年（昭和39年） | 3,816  | 未開業   | 未開業     | [ 東京都統計 1 ]  |
| 1965年（昭和40年） | 5,910  | 未開業   | 未開業     | [ 東京都統計 2 ]  |
| 1966年（昭和41年） | 9,095  | 未開業   | 未開業     | [ 東京都統計 3 ]  |
| 1967年（昭和42年） | 13,526 | 未開業   | 未開業     | [ 東京都統計 4 ]  |
| 1968年（昭和43年） | 18,763 | 未開業   | 未開業     | [ 東京都統計 5 ]  |
| 1969年（昭和44年） | 23,236 | 未開業   | 未開業     | [ 東京都統計 6 ]  |
| 1970年（昭和45年） | 27,600 | 未開業   | 未開業     | [ 東京都統計 7 ]  |
| 1971年（昭和46年） | 29,470 | 未開業   | 未開業     | [ 東京都統計 8 ]  |
| 1972年（昭和47年） | 30,490 | 未開業   | 未開業     | [ 東京都統計 9 ]  |
| 1973年（昭和48年） | 30,364 | 未開業   | 未開業     | [ 東京都統計 10 ] |
| 1974年（昭和49年） | 30,430 | 未開業   | 未開業     | [ 東京都統計 11 ] |
| 1975年（昭和50年） | 29,336 | 未開業   | 未開業     | [ 東京都統計 12 ] |
| 1976年（昭和51年） | 29,271 | 未開業   | 未開業     | [ 東京都統計 13 ] |
| 1977年（昭和52年） | 31,641 | 未開業   | 未開業     | [ 東京都統計 14 ] |
| 1978年（昭和53年） | 31,227 | 未開業   | 未開業     | [ 東京都統計 15 ] |
| 1979年（昭和54年） | 31,533 | 未開業   | 9,625      | [ 東京都統計 16 ] |
| 1980年（昭和55年） | 38,340 | 未開業   | 17,775     | [ 東京都統計 17 ] |
| 1981年（昭和56年） | 41,589 | 未開業   | 21,717     | [ 東京都統計 18 ] |
| 1982年（昭和57年） | 42,704 | 未開業   | 23,425     | [ 東京都統計 19 ] |
| 1983年（昭和58年） | 44,440 | 未開業   | 26,639     | [ 東京都統計 20 ] |
| 1984年（昭和59年） | 46,967 | 未開業   | 27,907     | [ 東京都統計 21 ] |
| 1985年（昭和60年） | 48,641 | 未開業   | 28,795     | [ 東京都統計 22 ] |
| 1986年（昭和61年） | 51,241 | 未開業   | 31,318     | [ 東京都統計 23 ] |
| 1987年（昭和62年） | 53,369 | 未開業   | 33,538     | [ 東京都統計 24 ] |
| 1988年（昭和63年） | 54,345 | 10,338   | 34,701     | [ 東京都統計 25 ] |
| 1989年（平成元年） | 52,395 | 15,186   | 38,381     | [ 東京都統計 26 ] |
| 1990年（平成04年） | 52,405 | 17,425   | 40,403     | [ 東京都統計 27 ] |
| 1991年（平成04年） | 52,142 | 19,287   | 42,702     | [ 東京都統計 28 ] |
| 1992年（平成04年） | 51,701 | 21,082   | 19,734     | [ 東京都統計 29 ] |
| 1993年（平成05年） | 49,496 | 21,945   | 43,452     | [ 東京都統計 30 ] |
| 1994年（平成06年） | 47,619 | 22,460   | 43,455     | [ 東京都統計 31 ] |
| 1995年（平成07年） | 45,839 | 22,760   | 41,710     | [ 東京都統計 32 ] |
| 1996年（平成08年） | 46,597 | 23,055   | 41,964     | [ 東京都統計 33 ] |
| 1997年（平成09年） | 45,734 | 23,044   | 42,115     | [ 東京都統計 34 ] |
| 1998年（平成10年） | 45,471 | 23,003   | 43,863     | [ 東京都統計 35 ] |
| 1999年（平成11年） | 43,202 | 22,467   | 42,478     | [ 東京都統計 36 ] |
| 2000年（平成12年） | 42,447 | 22,671   | 41,781     | [ 東京都統計 37 ] |

### 年度別1日平均乗車人員（2001年以降）
| 年度               | 営団 / 東京メトロ | 営団 / 東京メトロ | 都営地下鉄 | 出典              |
| 年度               | 東西線            | 半蔵門線          | 都営地下鉄 | 出典              |
| ------------------ | ----------------- | ----------------- | ---------- | ----------------- |
| 2001年（平成13年） | 42,181            | 21,600            | 39,433     | [ 東京都統計 38 ] |
| 2002年（平成14年） | 40,948            | 21,548            | 39,041     | [ 東京都統計 39 ] |
| 2003年（平成15年） | 40,514            | 21,986            | 36,861     | [ 東京都統計 40 ] |
| 2004年（平成16年） | 40,581            | 21,893            | 36,545     | [ 東京都統計 41 ] |
| 2005年（平成17年） | 41,537            | 22,466            | 37,216     | [ 東京都統計 42 ] |
| 2006年（平成18年） | 43,786            | 24,208            | 38,551     | [ 東京都統計 43 ] |
| 2007年（平成19年） | 46,563            | 27,063            | 41,852     | [ 東京都統計 44 ] |
| 2008年（平成20年） | 47,677            | 27,345            | 43,019     | [ 東京都統計 45 ] |
| 2009年（平成21年） | 47,194            | 26,550            | 42,318     | [ 東京都統計 46 ] |
| 2010年（平成22年） | 45,701            | 26,079            | 41,690     | [ 東京都統計 47 ] |
| 2011年（平成23年） | 44,468            | 25,655            | 41,099     | [ 東京都統計 48 ] |
| 2012年（平成24年） | 46,030            | 26,633            | 42,380     | [ 東京都統計 49 ] |
| 2013年（平成25年） | 46,473            | 30,257            | 46,762     | [ 東京都統計 50 ] |
| 2014年（平成26年） | 47,194            | 32,630            | 49,470     | [ 東京都統計 51 ] |
| 2015年（平成27年） | 48,708            | 34,445            | 51,892     | [ 東京都統計 52 ] |
| 2016年（平成28年） | 49,318            | 35,984            | 53,585     | [ 東京都統計 53 ] |
| 2017年（平成29年） | 50,392            | 37,849            | 56,182     | [ 東京都統計 54 ] |
| 2018年（平成30年） | 50,959            | 39,592            | 58,391     | [ 東京都統計 55 ] |
| 2019年（令和元年） | 50,139            | 38,388            | 58,198     | [ 東京都統計 56 ] |
| 2020年（令和02年） |                   |                   | 37,853     |                   |
| 2021年（令和03年） |                   |                   | 40,478     |                   |
| 2022年（令和04年） |                   |                   | 47,790     |                   |
| 2023年（令和05年） |                   |                   | 52,410     |                   |

備考
1. ↑  開業日（12月23日）から翌年3月31日までの計99日間を集計したデータ。
2. ↑  開業日（3月16日）から翌年3月31日までの計16日間を集計したデータ。
3. ↑  開業日（1月26日）から翌年3月31日までの計65日間を集計したデータ。

## 駅周辺
- 九段合同庁舎
- 九段第2合同庁舎
  - 麹町税務署
  - 東京法務局
- 駐日インド大使館
- 九段第3合同庁舎
  - 関東総合通信局
  - 関東信越厚生局麻薬取締部
  - 東京労働局
  - 千代田区役所
    - 千代田区立千代田図書館
- 千代田保健所
- 九段合同庁舎
- 千代田区立九段生涯学習館
- 九段郵便局
- 東京理科大学神楽坂キャンパス富士見校舎
- 専修大学神田校舎
- 二松學舍大学
  - 二松學舍大学附属高等学校
- 千代田区立九段中等教育学校
- 暁星中学校・高等学校
- 白百合学園中学校・高等学校
- 和洋九段女子中学校・高等学校
- 日本武道館
- 科学技術館
- イタリア文化会館
- 昭和館
- 九段会館テラス
- ホテルグランドパレス
- 北の丸スクエア
- 千代田会館
  - 中部日本放送 (CBC) 東京支社
  - 日本道路交通情報センター九段センター
- 日本工営九段オフィス
- 実践倫理宏正会
- 日本私立学校振興・共済事業団
- あおぞら銀行本店
- 靖国神社
- 築土神社
- 北の丸公園
- 千鳥ケ淵戦没者墓苑
- 弥生慰霊堂
- 俎橋
- 堀留橋

## バス路線
最寄りのバス停留所は九段下バス停および千代田保健所（九段下駅）バス停である。都営バスと、日立自動車交通が運行する風ぐるまの以下の路線バスが運行されている。
九段下
- 都営バス
  - 飯64：小滝橋車庫前行
  - 高71：高田馬場駅前行
- 日立自動車交通
  - 風ぐるま 秋葉原ルート：千代田区役所行
  - 風ぐるま 内神田ルート：千代田区役所行

千代田保健所（九段下駅）
- 日立自動車交通
  - 風ぐるま 秋葉原ルート：専大前交差点・岩本町ほほえみプラザ・秋葉原駅中央口方面
  - 風ぐるま 富士見・神保町ルート：神保町交差点北・駿河台下・御茶ノ水駅前・水道橋駅前方面
  - 風ぐるま 内神田ルート：神保町交差点北・駿河台下・小川町交差点・万世橋出張所・岩本町ほほえみプラザ・スポーツセンター方面

## 付記
- 映画『交渉人 真下正義』に「九段下駅」が登場した。東西線ホームをモデルにしており、ロケーション撮影は当駅ではなく横浜市営地下鉄の中田駅でされた。
- 半蔵門線の当駅 - 神保町駅間の距離は400 mで、同線では最短であり、当駅の神保町寄りのホーム端からは、神保町駅のホームの明かりが見える。
  - 実際の当駅 - 神保町駅間の距離（駅中心部間の距離）は478.7 mである[45]。ただし、当駅・神保町駅とも駅ホーム長さは210 mであり[46]、駅端部から駅端部は268.7 mの距離である。

## 隣の駅
東京地下鉄（東京メトロ）
 東西線
飯田橋駅 (T 06) - 九段下駅 (T 07) - 竹橋駅 (T 08)
 半蔵門線（線内は全列車が各駅に停車）
半蔵門駅 (Z 05) - 九段下駅 (Z 06) - 神保町駅 (Z 07)
東京都交通局（都営地下鉄）

 都営新宿線
■急行
通過
■各駅停車
市ヶ谷駅 (S 04) - 九段下駅 (S 05) - 神保町駅 (S 06)